# Guy de Traversay
 (avril 2018).
Si vous disposez d'ouvrages ou d'articles de référence ou si vous connaissez des sites web de qualité traitant du thème abordé ici, merci de compléter l'article en donnant les références utiles à sa vérifiabilité et en les liant à la section « Notes et références ».
Guy Auguste Paul Clément Prévost de Sansac, baron de Traversay, connu sous le nom de Guy de Traversay, est un journaliste et militaire français né le 6 mai 1897 à Beaune et mort fusillé et brûlé sur la plage de l'île de Majorque le 17 août 1936  par les nationalistes, alors que journaliste couvrait la guerre civile espagnole pour L'Intransigeant.

## Biographie
Guy de Traversay est le fils aîné de Charles Guy Prévost de Sansac de Traversay, colonel de cavalerie, et de Francine Lemoine. Il épouse Nadia Biske, qui, veuve, se remarie avec Guillaume Georges-Picot.
il écrivit aussi dans la Revue universelle, dont le directeur était Jacques Bainville. 
Avec Louis Delaprée et Renée Lafont, il fait partie de ces journalistes français tombés en Espagne en pleine guerre civile, durant l'été 1936. Sa mort est évoquée par l'écrivain Georges Bernanos dans Les Grands Cimetières sous la lune (1938), qui se trouvait lui aussi à Majorque.
Il est fait chevalier de la Légion d'honneur à titre posthume, décoré de la croix de guerre 1914-1918 et cité à l'ordre de la Nation (1936).